# 8e division d'infanterie (Royaume-Uni)
Pour les articles homonymes, voir 8e division.
La  8e division d'infanterie (8th Infantry Division) est une division de la British Army (armée de terre britannique).

## Commandement
Commandement :
- 1902–1903, Major-General Hugh McCalmont ;
- 1903–1905, Major-General Reginald Pole-Carew ;
- 1905–1906, Major-General William Knox ;
- 1906–1907, Major-General Lawrence Parsons ;
- 19 septembre 1914, Major-General Francis Davies ;
- 27 juillet 1915, Brigadier-General R. S. Oxley ;
- 1er août 1915, Major-General Havelock Hudson ;
- 10 décembre 1916, Major-General William Heneker ;
- 1938–1939, Major-General Bernard Montgomery ;
- 1939–1940, Major-General Alfred Reade Godwin-Austen.

## Historique

### Première Guerre mondiale
- 1914 : première bataille d'Ypres.
- 1915 : bataille de Neuve-Chapelle, Bataille de l'Artois (mai-juin 1915).
- 1916 : bataille de la Somme, le 1er juillet, durant le premier jour de la bataille la division subit 2 000 morts.
- 1917 : bataille de Passchendaele.
- 27 mai 1918 : seconde bataille de la Marne, bataille de l'Aisne.

### Seconde Guerre mondiale
- 1939 : Palestine mandataire.

### Les autres division de laBritish Army
- 1re division blindée
- 2e division d'infanterie
- 3e division d'infanterie
- 4e division d'infanterie
- 5e division d'infanterie
- 6e division d'infanterie
- 7e division d'infanterie